# Anna Goodale
Anna Goodale (Montville, 18 marzo 1983) è una canottiera statunitense, vincitrice della medaglia d'oro nell'8 con alle Olimpiadi di Pechino 2008.

## Palmarès
- Olimpiadi

Pechino 2008: oro nell'8 con.
- Campionati del mondo di canottaggio

2006 - Eton: oro nell'8 con.
2007 - Monaco di Baviera: oro nell'8 con.
2009 - Poznań: oro nell'8 con.
2010 - Cambridge: oro nell'8 con.